# Diplostix oharai
Diplostix oharai är en skalbaggsart som beskrevs av Vienna 2007. Diplostix oharai ingår i släktet Diplostix och familjen stumpbaggar. Inga underarter finns listade i Catalogue of Life.